# Iščica
Iščica, tudi Ižica, je reka, ki izvira v naselju Ig na Ljubljanskem barju. Kot desni pritok se pri Črni vasi izliva v Ljubljanico.
Iščica je značilna reka Ljubljanskega barja s kraškim izvirom in majhnim padcem. Ima stalno
vodo v višini od 0,5 do 1,5 m in je bogato porasla z makrofiti vse od izvira do izliva v reko Ljubljanico.